# كليمنتي تاسيتيشفيلي
كليمنتي تاسيتيشفيلي (5 يناير 1979 بتبليسي في جورجيا - ) هو لاعب كرة قدم جورجي في مركز الهجوم. لعب مع أنورثوسيس فاماغوستا وأيل ليماسول ونادي أيك لارنكا ونادي بني يهودا تل أبيب ونادي دينامو تبليسي ونيا سلاميس فاماغوستا وHapoel Rishon LeZion F.C. ‏ وFC Chernomorets Novorossiysk ‏ وHapoel Tzafririm Holon F.C. ‏ وFC Kolkheti-1913 Poti ‏ وTSU Tbilisi ‏ وFC Shevardeni-1906 Tbilisi ‏ وFC Dinamo Zugdidi ‏.

## وصلات خارجية
- كليمنتي تاسيتيشفيلي على موقع قاعدة بيانات كرة القدم.إي يو (الإنجليزية)
- كليمنتي تاسيتيشفيلي على موقع Soccerway.com (الإنجليزية)
- كليمنتي تاسيتيشفيلي على موقع عالم كرة القدم.نت (الإنجليزية)